# Церква Святого Миколая (Глещава)
Церква Святого Миколая в Глещавій — парафія і храм греко-католицької громади Теребовлянського деканату Тернопільсько-Зборівської архієпархії Української греко-католицької церкви в селі Глещава Тернопільського району Тернопільської области.

## Історія церкви
Парафія діяла як дочірня до 1897 року, після чого стала самостійною і залишалася в лоні УГКЦ до 1946 року. Храм був збудований у 1897 році та освячений о. Єзерським. Розписи у 2003 році оновили брати Степан і Дмитро Смільські.
З 1946 до 1990 року парафія і храм були під юрисдикцією РПЦ, оскільки парох о. Микола Стецишин перейшов у московське православ'я. У 1991 році за о. Михайла Бочана парафія повернулася в лоно УГКЦ.
У 2012 році парафію відвідав митрополит Василій Семенюк. При парафії діють Вівтарна та Марійська дружини. На території парафії встановлено 5 фігур і 4 хрести. Парафія володіє будинком.

## Парохи
- о. Микола Стецишин,
- о. Михайло Бочан (з 1991).